# 碱式碳酸氧锆
碱式碳酸氧锆是一种无机化合物，化学式为(ZrO)2(OH)2CO3，它的四水合物可由硫酸锆和碳酸铵在pH 6.5~7.0间反应制得。它可以溶于氢卤酸并放出二氧化碳。它的热分解最终产物是二氧化锆。